# Saint-Nicolas (Pas-de-Calais)
Saint-Nicolas település Franciaországban, Pas-de-Calais megyében. Lakosainak száma 4548 fő (2022. január 1.). Saint-Nicolas Roclincourt, Arras, Sainte-Catherine és Saint-Laurent-Blangy községekkel határos.

## Népesség
A település népessége az elmúlt években az alábbi módon változott:
| Lakosok száma | 4634 | 4875 | 4856 | 4738 | 4724 | 4687 | 4659 | 4603 | 4548 |
|               | 2013 | 2015 | 2016 | 2017 | 2018 | 2019 | 2020 | 2021 | 2022 |